# Quarta giusta

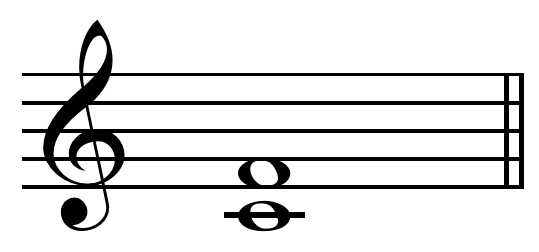
Quarta giusta

L'intervallo di quarta giusta è l'intervallo esistente tra due note distanti fra loro 2 toni ed un semitono diatonico. Ad esempio, la quarta giusta di Do è Fa.
Anche se l'intervallo, se eseguito con note in un registro sufficientemente alto, risulta consonante all'orecchio, la quarta giusta non è una consonanza: in un registro basso o se l'intervallo è realizzato da note distanti (intervallo di undicesima o diciottesima) la quarta è dissonante, e in generale va trattata come dissonanza nella condotta a due parti.